# 钉子户

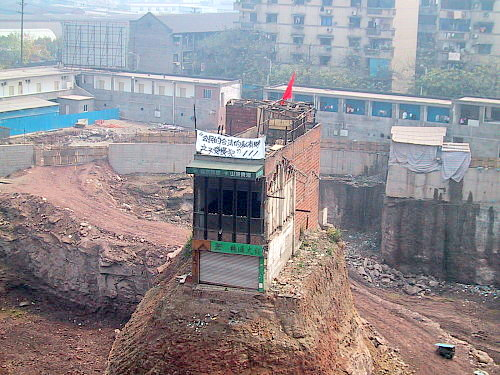
2007年重庆杨家坪拆迁事件中，被中国媒体称为“钉子户”的房子，摄于2007年3月28日

钉子户（拒絕拆遷戶或拒絕搬遷戶）是城市及公共設施建设、开发、重建等过程中，因政府或房地产开发商赔偿不当等原因不肯迁走的私人土地或房产拥有者和房屋租赁未到期或已到期的租户。

## 歷史
香港在1980、1990年代開始，當有人收到消息會有地產商打算收購舊樓重建，就會馬上在該處收購多個住宅單位，稱為「落釘（下釘）」，以取得高額賠償。此外，在受「整體重建計劃」及其後不時公佈的重建計劃影響的舊式公共屋邨中，部分租戶由於對遷置安排有所不滿，故堅拒遷出，成為另一種形式的「釘子戶」。
2000年代以來，中國大陸的城鄉土地權益差異，導致強拆益發嚴重。雖然圈地運動在人類歷史上並非全新的現象，但「釘子戶」造詞的緣由是因為中國大陸施行中國特色社會主義，國家不保障私有財產權。《现代汉语词典》对此定义为“在城市建设徵用土地时，讨价还价，不肯迁走的住户。”
除了城市，在城鄉土地開發，也可能出現發展商所稱謂的「釘子戶」。他們是由於地方政府收地建工廠、政府大樓等，收地價不合理、太少等原因，而不肯遷走的村民。
台灣媒體在重慶楊家坪拆遷事件相關事件報導中，引用了中國大陸的新名詞，使得這類拒絕拆遷戶在台灣新聞報導中往往也被稱為「釘子戶」。

## 案例

### 美國
- 凯洛诉新伦敦市案
- 伊迪丝·梅斯菲尔德

### 日本
- 成田机场问题

### 台灣
- 正義國宅
- 華光社區
- 14、15號公園反拆遷運動
- 士林文林苑都市更新爭議案
- 桃園航空城
- 大埔事件
- 臺南市區鐵路地下化計畫
  - 反台南鐵路東移自救會

### 香港
- 港鐵荃灣車廠，原址為西樓角村
- 海明閣事件
- Grand YOHO
- NOVO LAND
- 西沙灣發展項目
- 藍田邨重建第五期[7]
- 菜園村事件

### 澳門
- 祐漢新村

### 中国大陆
- 重庆杨家坪拆迁事件
- 奉化蒋氏故居
- 新南京北站[8]

## 相關
- 中華人民共和國物權法
- 維權律師